# أندريه فيالهو
أندريه فيالهو مينسورادو (بالبرتغالية: André Fialho Mensurado؛ مواليد 7 أبريل 1994) هو مُقاتل فنون قتالية مختلطة برتغالي.

## وصلات خارجية
- أندريه فيالهو على موقع يو إف سي (الإنجليزية)
- أندريه فيالهو على موقع شيردوغ (الإنجليزية)
- أندريه فيالهو على موقع Tapology.com (الإنجليزية)